# Cichlinae
Sous-famille
Les Cichlinae sont une sous-famille de poissons américains de la famille des Cichlidae. Trois genres et plus de cent espèces sont décrits.

## Tribus et genres
Cichlini Heckel, 1840
- Cichla Bloch & Schneider, 1801 quinze espèces

Crenicichlini Fernandez-Yepez, 1951
- Crenicichla Heckel, 1840 très varié avec 80 espèces
- Teleocichla Kullander, 1988 sept espèces

## Sources
- Fishbase
- Phylogénie